# Michael Witzlinger
Michael Witzlinger (* 5. April 1888 in Karling, Gemeinde Aidenbach; † 25. Dezember 1971 ebenda) war ein deutscher Politiker der CSU.

## Leben und Beruf
Schon in seiner Jugend musste Witzlinger auf dem Anwesen seines Vaters mitarbeiten, welches er 1910 auch übernahm. Zeitweise war er erster Vorsitzender der Bezirksbauernkammer in Vilshofen. 1932 reiste er nach Italien, um die dortigen Verhältnisse zu studieren. 1933 legte er alle Ämter nieder, da er sich gegen den Nationalsozialismus stellte und jegliche Mitgliedschaft dort ablehnte.
Witzlinger wurde 1953 mit dem Bundesverdienstkreuz am Bande ausgezeichnet. Nach ihm wurde eine Straße in Aldersbach benannt.

## Politik
Zur Zeit der Weimarer Republik schloss sich Witzlinger dem Bayerischen Bauernbund an. Von 1919 bis 1933 war er Bürgermeister von Aldersbach. 1945 übernahm er dieses Amt wieder, nach der Zusammenlegung der Gemeinden wurde er auch Bürgermeister von Aidenbach. 1946 gehörte er der Verfassunggebenden Landesversammlung an, wenig später wurde er auch in den Bayerischen Landtag gewählt, dem er eine Wahlperiode lang bis 1950 angehörte.